# Pièce de 10 francs Mathieu
Pour les articles homonymes, voir 10 francs.
La pièce française de dix francs type Mathieu créée par l'Atelier de Gravure de la Monnaie de Paris d'après le dessin de l'artiste Georges Mathieu est une pièce composée principalement de cupro-nickel ayant un poids de 10 grammes et un diamètre de 26 mm.
La composition chimique apparaît voisine de Cu92Ni6Al2.
Avec des années de fabrication à plus de 100 millions d’exemplaires, cette pièce est des plus courantes.
Elle fut sujette à de nombreuses contrefaçons au fil des années.
Elle devait initialement être remplacée par la pièce de 10 francs de Joaquin Jimenez qui fut rapidement démonétisée car elle ressemblait à la pièce de 1/2 franc (diamètre et couleur). La pièce de Mathieu fut finalement remplacée par la pièce bi-métallique au type du Génie de la Bastille.

## Frappes courantes
Il existe dans chaque millésime deux variantes pour la tranche : tranche A (texte lisible avers vers le haut) et tranche B (texte lisible revers vers le haut)

10 F Mathieu avec tranche A
10 F Mathieu avec tranche B

| millésime | numéro catalogue | tranche | tirage      | remarques |
| --------- | ---------------- | ------- | ----------- | --------- |
| 1974      | F.365/1          | A       | 7 300       | essai     |
| 1974      | F.365/2          | B       | 7 300       | essai     |
| 1974      | F.365/3          | A       | 22 347 500  |           |
| 1974      | F.365/4          | B       | 22 347 500  |           |
| 1975      | F.365/5          | A       | 59 012 500  |           |
| 1975      | F.365/6          | B       | 59 012 500  |           |
| 1976      | F.365/7          | A       | 104 092 500 |           |
| 1976      | F.365/8          | B       | 104 092 500 |           |
| 1977      | F.365/9          | A       | 100 027 103 |           |
| 1977      | F.365/10         | B       | 100 027 103 |           |
| 1978      | F.365/11         | A       | 97 590 000  |           |
| 1978      | F.365/12         | B       | 97 590 000  |           |
| 1979      | F.365/13         | A       | 110 000 000 |           |
| 1979      | F.365/14         | B       | 110 000 000 |           |
| 1980      | F.365/15         | A       | 80 000 000  |           |
| 1980      | F.365/16         | B       | 80 000 000  |           |
| 1981      | F.365/17         | A       | 24 000      |           |
| 1981      | F.365/18         | B       | 24 000      |           |
| 1982      | F.365/19         | A       | 45 800      |           |
| 1982      | F.365/20         | B       | 45 800      |           |
| 1983      | F.365/21         | A       | 84 400      |           |
| 1983      | F.365/22         | B       | 84 400      |           |
| 1984      | F.365/23         | A       | 39 988 000  |           |
| 1984      | F.365/24         | B       | 39 988 000  |           |
| 1985      | F.365/25         | A       | 29 988 000  |           |
| 1985      | F.365/26         | B       | 29 988 000  |           |
| 1987      | F.365/27         | A       | 49 981 000  |           |
| 1987      | F.365/28         | B       | 49 981 000  |           |

## Frappes commémoratives
Les pièces commémoratives ont aussi été frappées dans les variantes tranche A et B, excepté la dix francs Léon Gambetta et la dix francs Millénaire Capétien dont les tranches sont lisses.
| millésime | numéro catalogue | tirage     | désignation et article détaillé |
| --------- | ---------------- | ---------- | ------------------------------- |
| 1982      | F.366            | 3 017 000  | Dix francs Léon Gambetta        |
| 1983      | F.367            | 2 984 000  | Dix francs Conquête de l'espace |
| 1983      | F.368            | 2 984 000  | Dix francs Stendhal             |
| 1984      | F.369            | 9 988 000  | Dix francs François Rude        |
| 1985      | F.370            | 9 988 000  | Dix francs Victor Hugo          |
| 1987      | F.371            | 19 948 440 | Dix francs Millénaire Capétien  |
| 1988      | F.372            | 29 964 000 | Dix francs Roland Garros        |

Les images des revers et revers des frappes commémoratives sont données dans les articles détaillés

## Sources
- Houyez René, Valeur des Monnaies de France, éditions GARCEN
- Compagnie Générale de Bourse